# SV Sandhausen
SV Sandhausen (celým názvem: Sportverein 1916 Sandhausen e. V.) je německý fotbalový klub, který sídlí ve městě Sandhausen ve spolkové zemi Bádensko-Württembersko. Založen byl 1. srpna 1916 pod názvem Sportverein Sandhausen. Svůj současný název nese od roku 1945. Od sezóny 2012/13 působí ve 2. Bundeslize, druhé německé nejvyšší fotbalové soutěži. Klubovými barvami jsou černá a bílá.
Domácím stánkem je Hardtwaldstadion. Ten byl vybudován v roce 1951, roku 2012 jej klub nechal přestavět. Jeho kapacita dosahuje 12 100 míst a z toho je 4 100 míst určeno pro sezení.

## Historie
SV Sandhausen vznikl během 1. světové války, a to v srpnu 1916. Před ním zde již existoval jiný klub FC Victoria 1905 Sandhausen, ten však zanikl začátkem konfliktu roku 1914. Většina hráčů totiž byla povolána na válečnou frontu. V roce 1916 se různí fotbaloví nadšenci zasadili o vznik nového klubu, a to pod křídly předsedy Hermanna Seiba. U nejranějšího začátku byla tato zakladatelská jména: Heinrich Baumann, Fritz Bär, Jakob Flory, Fritz Kolb, Heinrich Kolb, Albert Lehr, Martin Reutner, Jakob Schneider a Theodor Schneider. Rokem 1918 započal SV Sandhausen skutečně fungovat.
V roce 1920 se konala rozsáhlá sportovní akce organizovaná především klubovým představitelem Seibem. Následující rok převzal jeho funkci Johann Georg Herzog. Dalším předsedou po boku Herzoga se stal Emil Moser. Příští roky klub přestál potíže své i světové finanční krize. Vedení usilovalo též o opatření pozemků vhodných pro fungování sportovního týmu. Úsilí nepřišlo v zmar a klub vyjednal odpovídající pozemky a úpravu pro sportovní účely.
Sandhausenský Hardtwaldstadion byl 27. srpna 1995 svědkem jedné rekordní fotbalové události. Domácí v zápase domácího poháru DFB porazili a vyřadili věhlasnější VfB Stuttgart. Zápas samotný dospěl až k pokutovým kopům, který lépe vyšel domácím – konečným výsledkem 15-14.
Sezóna 2011/12 se stala historickým milníkem Sandhausenu, neboť se dostavil jeden z doposud největších úspěchů klubu. Start do sezóny byl zprvu poněkud rozpačitý, ale počátkem 12. ligového kola až do konce okupoval Sandhausen jen postupové pozice. Práce trenéra Gerda Daise v konečném součtu znamenala 66 bodů a 1. místo ve třetí lize a tak přišel kýžený postup do 2. Bundesligy.
Navzdory tomu, že Sandhausen v ročníku 2012/13 skončil na předposledním a sestupovém 17. místě, díky odebrání licence MSV Duisburgu nadále v sezóně 2013/14 pokračuje v 2. Bundeslize. Sestoupivšími se tedy stali Duisburg společně s posledním týmem soutěže, kterým byl SSV Jahn Regensburg.

## Historické názvy
Zdroj:
- 1916 – SV Sandhausen (Sportverein Sandhausen)
- 1943 – KSG Walldorf-Wiesloch (Kriegssportgemeinschaft Walldorf-Wiesloch)
- 1945 – zánik
- 1945 – obnovena činnost pod názvem SG Sandhausen (Sportgemeinschaft Sandhausen)
- 1945 – SV 1916 Sandhausen (Sportverein 1916 Sandhausen)

## Získané trofeje
- Badischer Pokal (12×)
  - 1976/77, 1977/78, 1980/81, 1981/82, 1982/83, 1984/85, 1985/86, 1994/95, 2005/06, 2006/07, 2009/10, 2010/11

## Umístění v jednotlivých sezonách
Stručný přehled
Zdroj:
- 1943–1944: Gauliga Baden-Nord
- 1945–1946: 2. Amateurliga Baden-Rhein/Neckar
- 1957–1977: 1. Amateurliga Nordbaden
- 1977–1978: Fußball-Badenliga
- 1978–1995: Fußball-Oberliga Baden-Württemberg
- 1995–1996: Fußball-Regionalliga Süd
- 1996–2007: Fußball-Oberliga Baden-Württemberg
- 2007–2008: Fußball-Regionalliga Süd
- 2008–2012: 3. Fußball-Liga
- 2012–2023: 2. Fußball-Bundesliga
- 2023–2025: 3. Fußball-Liga
- 2025–: Fußball-Regionalliga Süd

Jednotlivé ročníky
Zdroj:
Legenda: Z - zápasy, V - výhry, R - remízy, P - porážky, VG - vstřelené góly, OG - obdržené góly, +/- - rozdíl skóre, B - body, červené podbarvení - sestup, zelené podbarvení - postup, fialové podbarvení - reorganizace, změna skupiny či soutěže
| Velkoněmecká říše (1943 – 1944)         |                                    |        |     |     |     |     |     |     |     |     |        |
| Sezóny                                  | Liga                               | Úroveň | Z   | V   | R   | P   | VG  | OG  | +/- | B   | Pozice |
| 1943/44                                 | Gauliga Baden-Nord                 | 1      | 10  | 0   | 0   | 10  | 5   | 35  | -30 | 0   | 6.     |
| Francouzská okupační zóna (1945 – 1949) |                                    |        |     |     |     |     |     |     |     |     |        |
| Sezóny                                  | Liga                               | Úroveň | Z   | V   | R   | P   | VG  | OG  | +/- | B   | Pozice |
| 1945/46                                 | 2. Amateurliga Baden-Rhein/Neckar  | 3      | ... | ... | ... | ... | ... | ... | ... | ... |        |
| ...                                     |                                    |        |     |     |     |     |     |     |     |     |        |
| Německo (1949 –)                        |                                    |        |     |     |     |     |     |     |     |     |        |
| Sezóny                                  | Liga                               | Úroveň | Z   | V   | R   | P   | VG  | OG  | +/− | B   | Pozice |
| ...                                     |                                    |        |     |     |     |     |     |     |     |     |        |
| 1957/58                                 | 1. Amateurliga Nordbaden           | 3      | 30  | ... | ... | ... | 51  | 72  | -21 | 26  | 13.    |
| 1958/59                                 | 1. Amateurliga Nordbaden           | 3      | 30  | ... | ... | ... | 54  | 53  | +1  | 33  | 5.     |
| 1959/60                                 | 1. Amateurliga Nordbaden           | 3      | 30  | ... | ... | ... | 42  | 65  | -23 | 26  | 12.    |
| 1960/61                                 | 1. Amateurliga Nordbaden           | 3      | 30  | ... | ... | ... | 71  | 41  | +30 | 44  | 1.     |
| 1961/62                                 | 1. Amateurliga Nordbaden           | 3      | 30  | ... | ... | ... | 42  | 57  | -15 | 28  | 10.    |
| 1962/63                                 | 1. Amateurliga Nordbaden           | 3      | 30  | ... | ... | ... | 40  | 53  | -13 | 30  | 10.    |
| 1963/64                                 | 1. Amateurliga Nordbaden           | 3      | 30  | ... | ... | ... | 54  | 40  | +14 | 38  | 3.     |
| 1964/65                                 | 1. Amateurliga Nordbaden           | 3      | 30  | ... | ... | ... | 45  | 50  | -5  | 29  | 9.     |
| 1965/66                                 | 1. Amateurliga Nordbaden           | 3      | 30  | ... | ... | ... | 43  | 50  | -7  | 26  | 11.    |
| 1966/67                                 | 1. Amateurliga Nordbaden           | 3      | 30  | ... | ... | ... | 61  | 41  | +20 | 39  | 3.     |
| 1967/68                                 | 1. Amateurliga Nordbaden           | 3      | 30  | ... | ... | ... | 36  | 46  | -10 | 26  | 10.    |
| 1968/69                                 | 1. Amateurliga Nordbaden           | 3      | 30  | ... | ... | ... | 46  | 45  | +1  | 37  | 3.     |
| 1969/70                                 | 1. Amateurliga Nordbaden           | 3      | 30  | ... | ... | ... | 57  | 38  | +19 | 36  | 3.     |
| 1970/71                                 | 1. Amateurliga Nordbaden           | 3      | 30  | ... | ... | ... | 31  | 28  | +3  | 34  | 6.     |
| 1971/72                                 | 1. Amateurliga Nordbaden           | 3      | 32  | ... | ... | ... | 71  | 39  | +32 | 45  | 3.     |
| 1972/73                                 | 1. Amateurliga Nordbaden           | 3      | 30  | ... | ... | ... | 55  | 55  | 0   | 33  | 4.     |
| 1973/74                                 | 1. Amateurliga Nordbaden           | 3      | 30  | ... | ... | ... | 69  | 37  | +32 | 38  | 4.     |
| 1974/75                                 | 1. Amateurliga Nordbaden           | 3      | 30  | ... | ... | ... | 60  | 34  | +26 | 40  | 2.     |
| 1975/76                                 | 1. Amateurliga Nordbaden           | 3      | 30  | ... | ... | ... | 53  | 29  | +24 | 42  | 2.     |
| 1976/77                                 | 1. Amateurliga Nordbaden           | 3      | 30  | ... | ... | ... | 78  | 43  | +35 | 45  | 2.     |
| 1977/78                                 | Fußball-Badenliga                  | 3      | 30  | ... | ... | ... | 68  | 42  | +26 | 40  | 2.     |
| 1978/79                                 | Fußball-Oberliga Baden-Württemberg | 3      | 38  | 15  | 9   | 14  | 60  | 61  | -1  | 39  | 11.    |
| 1979/80                                 | Fußball-Oberliga Baden-Württemberg | 3      | 34  | 11  | 11  | 12  | 52  | 58  | -6  | 33  | 8.     |
| 1980/81                                 | Fußball-Oberliga Baden-Württemberg | 3      | 34  | 20  | 9   | 5   | 83  | 36  | +47 | 49  | 1.     |
| 1981/82                                 | Fußball-Oberliga Baden-Württemberg | 3      | 34  | 14  | 13  | 7   | 59  | 34  | +25 | 41  | 7.     |
| 1982/83                                 | Fußball-Oberliga Baden-Württemberg | 3      | 36  | 22  | 5   | 9   | 87  | 45  | +42 | 49  | 3.     |
| 1983/84                                 | Fußball-Oberliga Baden-Württemberg | 3      | 34  | ... | ... | ... | 75  | 47  | +28 | 44  | 3.     |
| 1984/85                                 | Fußball-Oberliga Baden-Württemberg | 3      | 34  | ... | ... | ... | 67  | 35  | +32 | 47  | 1.     |
| 1985/86                                 | Fußball-Oberliga Baden-Württemberg | 3      | 36  | 16  | 9   | 11  | 67  | 48  | +19 | 41  | 4.     |
| 1986/87                                 | Fußball-Oberliga Baden-Württemberg | 3      | 34  | 19  | 6   | 9   | 56  | 36  | +20 | 44  | 1.     |
| 1987/88                                 | Fußball-Oberliga Baden-Württemberg | 3      | 34  | ... | ... | ... | 60  | 38  | +22 | 41  | 3.     |
| 1988/89                                 | Fußball-Oberliga Baden-Württemberg | 3      | 34  | ... | ... | ... | 55  | 41  | +14 | 40  | 4.     |
| 1989/90                                 | Fußball-Oberliga Baden-Württemberg | 3      | 34  | ... | ... | ... | 66  | 52  | +14 | 41  | 6.     |
| 1990/91                                 | Fußball-Oberliga Baden-Württemberg | 3      | 34  | ... | ... | ... | 53  | 44  | +9  | 40  | 5.     |
| 1991/92                                 | Fußball-Oberliga Baden-Württemberg | 3      | 34  | ... | ... | ... | 45  | 46  | -1  | 32  | 11.    |
| 1992/93                                 | Fußball-Oberliga Baden-Württemberg | 3      | 34  | ... | ... | ... | 57  | 35  | +22 | 45  | 2.     |
| 1993/94                                 | Fußball-Oberliga Baden-Württemberg | 3      | 34  | ... | ... | ... | 52  | 39  | +13 | 33  | 9.     |
| 1994/95                                 | Fußball-Oberliga Baden-Württemberg | 4      | 32  | 21  | 8   | 3   | 72  | 30  | +42 | 50  | 1.     |
| 1995/96                                 | Fußball-Regionalliga Süd           | 3      | 34  | 8   | 10  | 16  | 42  | 59  | -17 | 34  | 16.    |
| 1996/97                                 | Fußball-Oberliga Baden-Württemberg | 4      | 30  | 15  | 9   | 6   | 58  | 31  | +27 | 54  | 4.     |
| 1997/98                                 | Fußball-Oberliga Baden-Württemberg | 4      | 30  | 11  | 11  | 8   | 52  | 45  | +7  | 44  | 7.     |
| 1998/99                                 | Fußball-Oberliga Baden-Württemberg | 4      | 30  | 17  | 8   | 5   | 44  | 23  | +21 | 59  | 2.     |
| 1999/00                                 | Fußball-Oberliga Baden-Württemberg | 4      | 30  | 22  | 4   | 4   | 68  | 24  | +44 | 70  | 1.     |
| 2000/01                                 | Fußball-Oberliga Baden-Württemberg | 4      | 34  | 17  | 6   | 11  | 69  | 44  | +25 | 57  | 4.     |
| 2001/02                                 | Fußball-Oberliga Baden-Württemberg | 4      | 34  | 20  | 8   | 6   | 63  | 32  | +31 | 68  | 2.     |
| 2002/03                                 | Fußball-Oberliga Baden-Württemberg | 4      | 34  | 16  | 8   | 10  | 59  | 46  | +13 | 56  | 4.     |
| 2003/04                                 | Fußball-Oberliga Baden-Württemberg | 4      | 34  | 14  | 9   | 11  | 49  | 39  | +10 | 51  | 7.     |
| 2004/05                                 | Fußball-Oberliga Baden-Württemberg | 4      | 34  | 12  | 14  | 8   | 64  | 39  | +25 | 50  | 7.     |
| 2005/06                                 | Fußball-Oberliga Baden-Württemberg | 4      | 34  | 18  | 6   | 10  | 65  | 34  | +31 | 60  | 5.     |
| 2006/07                                 | Fußball-Oberliga Baden-Württemberg | 4      | 34  | 23  | 8   | 3   | 91  | 36  | +55 | 77  | 1.     |
| 2007/08                                 | Fußball-Regionalliga Süd           | 3      | 34  | 17  | 6   | 11  | 48  | 38  | +10 | 57  | 5.     |
| 2008/09                                 | 3. Fußball-Liga                    | 3      | 38  | 12  | 14  | 12  | 58  | 52  | +6  | 50  | 8.     |
| 2009/10                                 | 3. Fußball-Liga                    | 3      | 38  | 11  | 14  | 13  | 54  | 63  | -9  | 47  | 14.    |
| 2010/11                                 | 3. Fußball-Liga                    | 3      | 38  | 11  | 13  | 14  | 43  | 46  | -3  | 46  | 12.    |
| 2011/12                                 | 3. Fußball-Liga                    | 3      | 38  | 19  | 9   | 10  | 57  | 42  | +15 | 66  | 1.     |
| 2012/13                                 | 2. Fußball-Bundesliga              | 2      | 34  | 6   | 8   | 20  | 38  | 66  | -28 | 26  | 17.    |
| 2013/14                                 | 2. Fußball-Bundesliga              | 2      | 34  | 12  | 8   | 14  | 29  | 35  | -6  | 44  | 12.    |
| 2014/15                                 | 2. Fußball-Bundesliga              | 2      | 34  | 10  | 12  | 12  | 32  | 37  | -5  | 39  | 12.    |
| 2015/16                                 | 2. Fußball-Bundesliga              | 2      | 34  | 12  | 7   | 15  | 40  | 50  | -10 | 40  | 13.    |
| 2016/17                                 | 2. Fußball-Bundesliga              | 2      | 34  | 10  | 12  | 12  | 41  | 36  | +5  | 42  | 10.    |
| 2017/18                                 | 2. Fußball-Bundesliga              | 2      | 34  | 11  | 10  | 13  | 35  | 33  | +2  | 43  | 11.    |
| 2018/19                                 | 2. Fußball-Bundesliga              | 2      | 34  | 9   | 11  | 14  | 45  | 52  | -7  | 38  | 15.    |
| 2019/20                                 | 2. Fußball-Bundesliga              | 2      | 34  | 10  | 13  | 11  | 43  | 45  | -2  | 43  | 10.    |
| 2020/21                                 | 2. Fußball-Bundesliga              | 2      | 34  | 10  | 4   | 20  | 41  | 60  | -19 | 34  | 15.    |
| 2021/22                                 | 2. Fußball-Bundesliga              | 2      | 34  | 10  | 11  | 13  | 42  | 54  | -12 | 41  | 14.    |
| 2022/23                                 | 2. Fußball-Bundesliga              | 2      | 34  | 7   | 7   | 20  | 35  | 63  | -28 | 28  | 18.    |
| 2023/24                                 | 3. Fußball-Liga                    | 3      | 38  | 15  | 11  | 12  | 58  | 57  | +1  | 56  | 8.     |
| 2024/25                                 | 3. Fußball-Liga                    | 3      | 38  | 9   | 8   | 21  | 49  | 69  | -20 | 35  | 19.    |

Poznámky
- 2014/15: Svazem odečteny tři body kvůli nesplnění licenčních podmínek pro účast ve druhé nejvyšší soutěži.
- 2015/16: Svazem odečteny tři body kvůli nesplnění licenčních podmínek pro účast ve druhé nejvyšší soutěži.